# Orivit
 (octobre 2014).
Si vous disposez d'ouvrages ou d'articles de référence ou si vous connaissez des sites web de qualité traitant du thème abordé ici, merci de compléter l'article en donnant les références utiles à sa vérifiabilité et en les liant à la section « Notes et références ».
La firme Orivit est une fabrique allemande d'objets en métal qui produisit des objets d'art ou utilitaires de style Art nouveau au début du XXe siècle.

## Histoire

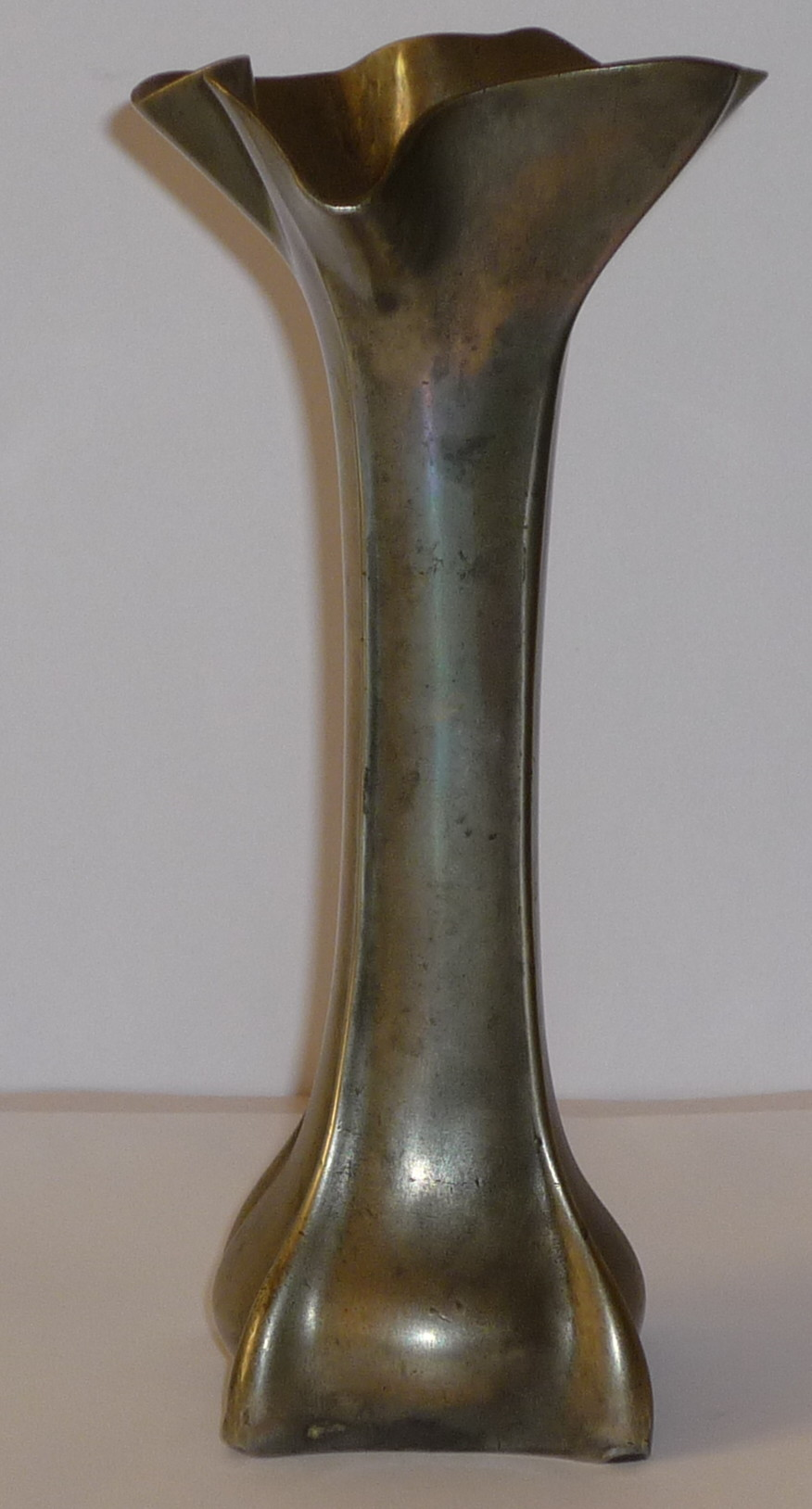
Vase en étain de style Art nouveau, portant une marque « Orivit », numéroté 2568. Collection particulière.

La marque Orivit fut enregistrée en 1898 par Ferdinand Hubert Schmitz, né le 31 octobre 1863 à Minden et mort le 15 mai 1939 à Bonn. En 1894, elle reprit la firme Rheinische Bronze und Metallwarenfabrik Johann Heinrich Welke à Bedburg.
Ses premières réalisations furent présentées au Salon de Noël du musée des arts décoratifs de Munich, qui fut suivi par une participation à l'Exposition universelle de 1900 à Paris où l'entreprise récolta une médaille d'or. D'autres expositions suivirent, comme le Salon de l'industrie de Düsseldorf en 1902 et l'Exposition universelle de 1904 à Saint-Louis (Missouri).
En 1903, une nouvelle fabrique fut créée à Cologne.
La firme Orivit s'était adjointe le concours d'artistes talentueux comme Vilmos Zsolnay.
Orivit fut repris en 1905 par la Württembergische Metallwarenfabrik, et Heinrich Alle en prit la direction en 1905. Une autre firme d'objets d'art en métal, Orion, entra en même temps dans le giron de la firme l'année suivante.
La firme continua son activité jusqu'en 1914 au sein de la Württembergische Metallwarenfabrik.